# Восточный бурундук
Восточный, или восточно-американский бурундук (лат. Tamias striatus), — млекопитающее семейства беличьих отряда грызунов. Обычный вид на востоке США и юго-востоке Канады. Видовое название лат. striatus означает «бороздчатый».
Размеры тела — 14—19 см, хвоста — 8—11 см, масса — 70—140 г. Спина красновато-коричневая с пятью укороченными белыми полосками, окаймлёнными тёмным мехом. Хвост рыжевато-коричневый. 
Восточноамериканский бурундук имеет два периода размножения: с февраля до апреля и с июня до августа. Обитает этот грызун в лиственных лесах, зарослях кустарника, среди скал и каменистых россыпей. По образу жизни сходен с азиатским бурундуком.
Tamias striatus является типовым видом рода Tamias, в который традиционно включали все виды бурундуков. В XXI веке на основании выводов о давности дивергенции было предложено повысить традиционные подроды этого рода, Tamias, Eutamias и Neotamias, до статуса родов, что сделало бы восточного бурундука единственным видом своего рода. Такая классификация принимается, в частности, Красной книгой МСОП.